# Pertapan Maduretno
Pertapan Maduretno is een bestuurslaag in het regentschap Sidoarjo van de provincie Oost-Java, Indonesië. Pertapan Maduretno telt 4462 inwoners (volkstelling 2010).